# George Stewart Symes
Sir George Stewart Symes (1882-1962) fou un oficial britànic amb el rang de tinent coronel, i administrador colonial. Al llarg de la seva carrera va rebre l'orde del Bany (CGB), l'orde de Sant Miquel i Sant Jordi (GCMG), i l'orde del Servei Distingit (DSO).
Va servir a Sud-àfrica el 1902 i al Protectorat d'Aden (1903-1904). Es diu que fou l'únic oficial britànic que va rebre l'orde de serveis distingits al hinterland d'Aden.
Fou governador del districte del Nord a Palestina (1920 a 1925), cap secretari del govern de Palestina (1925 a 1928), governador de Tanganyika de 1931 a 1933 i governador general del Sudan Anglo-egipci de 1934 a 1940.